# Faca de combate

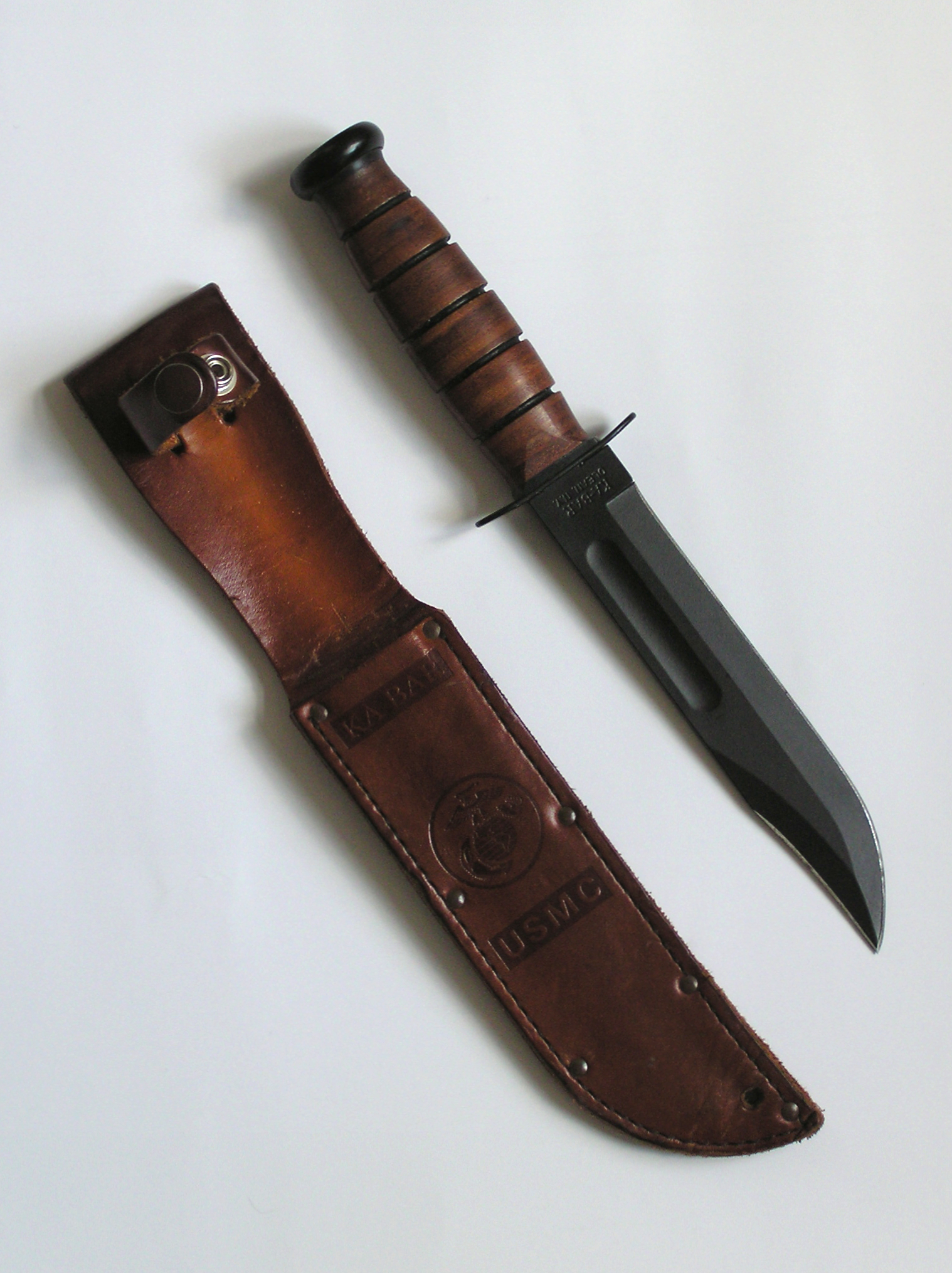
A famosa faca de combate KA-BAR.

Faca de combate (também conhecida como faca de campanha) é uma faca de luta projetada exclusivamente para uso militar e destinada principalmente para combate corpo a corpo ou combate a curta distância. Desde o fim da "guerra de trincheiras", a maioria das facas de combate militar foram projetadas secundariamente para uso utilitário (limpeza de folhagem, corte de galhos para cobertura, abertura de caixotes de munição, etc.), além de seu papel original como armas de combate corpo a corpo, e podem ser referidas como "facas utilitárias de combate". Por outro lado, facas militares destinadas principalmente para uso em uma função diferente de combate são normalmente referidas por sua função principal, como "faca utilitária" ou "faca de sobrevivência".

## Histórico
Adagas projetadas para uso militar em combates próximos são carregados por soldados há milhares de anos. A adoção de adagas de combate feitas de ferro foi um marco significativo no desenvolvimento de faca de combate, e tais armas eram altamente valorizadas nos antigos exércitos do Oriente Médio. As adagas militares francesas e italianas do século XIV foram as primeiras a introduzir a lâmina afilada, pontiaguda e de dois gumes como uma resposta às melhorias feitas no design da armadura e à necessidade de explorar as fraquezas na proteção da armadura.

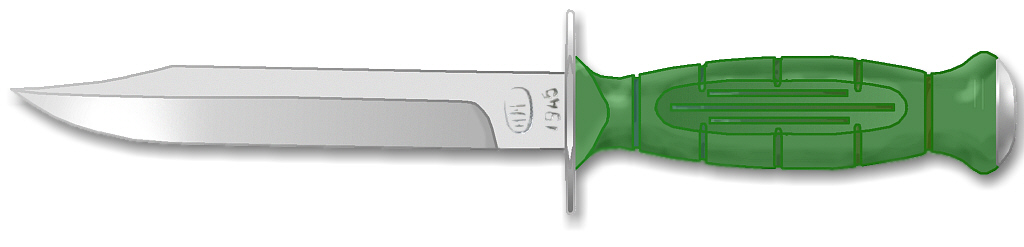
Uma faca de combate soviética "NR 43".

Os ingleses e escandinavos introduziram uma faca de combate conhecida como "adaga bollock" no serviço militar por volta de 1350, enquanto a poignard francesa e a dirk escocesa foram adagas concebidas desde o início como armas militares.
O aumento no uso de armas de fogo levou a um declínio no uso de adagas e facas de combate como armas militares. No entanto, facas adquiridas de forma privada eram frequentemente carregadas por soldados de infantaria para uso tanto como armas auxiliares quanto como ferramentas utilitárias. Algumas forças militares emitiram facas para campanhas individuais ou para tropas especializadas, como destacamentos de pioneiros ou engenheiros de campo, mas essas ferramentas de corte não foram projetadas prioritariamente para uso como facas de combate.

## Facas de combate modernas

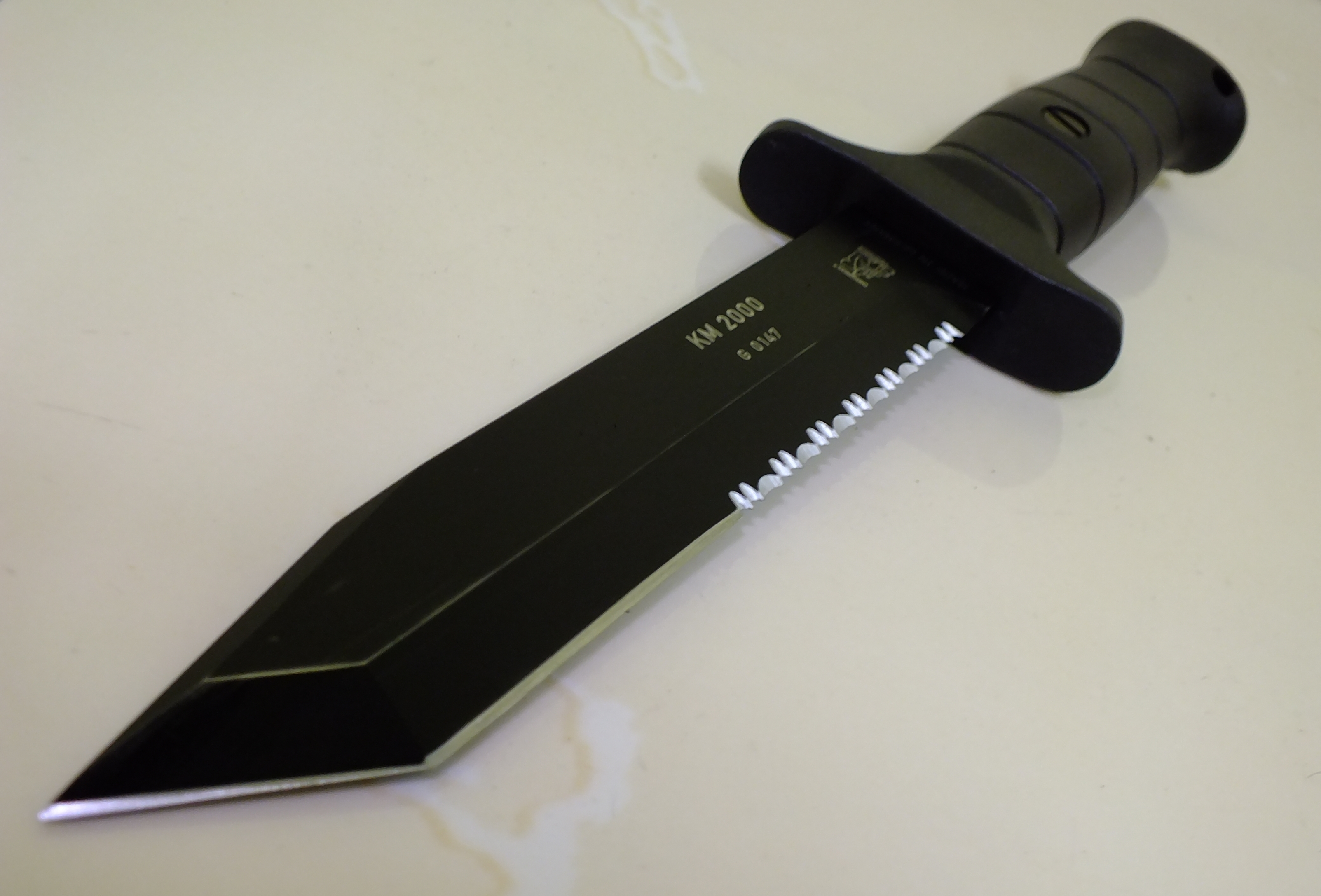
A moderna faca de combate "KM2000" do Exército Alemão.

Anteriormente conhecida como "faca de trincheira", a faca de combate foi usada por ambos os lados na frente ocidental durante a Primeira Guerra Mundial. Desde então, facas de combate foram emitidas pelos exércitos de muitas nações. Embora difiram em detalhes, todas elas compartilham a característica comum de serem projetadas propositalmente para uso militar, com seu papel principal como uma arma de combate corpo a corpo.